# Olga Makiejewa
Olga Alieksandrowna Makiejewa (ros. Oльга Александровна Макеева; ur. 21 stycznia 1974 w Doniecku) – ukraińska prawnik, polityk i separatystka, pełniąca obowiązki przewodniczącej parlamentu Donieckiej Republiki Ludowej od 14 września do 20 listopada 2018.

## Życiorys
Ukończyła studia w Instytucie Pedagogicznym w Doniecku, a w 2002 studia prawnicze w Donieckim Uniwersytecie Państwowym. Pracowała jako szef działów prawnych różnych firm, w tym linii lotniczej DonbassAero. Zaangażowała się w działalność separatystyczną w Donbasie, wybrano ją do Sowietu Ludowego Donieckiej Republiki Ludowej. W październiku 2015 została wiceprzewodniczącą parlamentu DNR. 14 września 2018 tymczasowo objęła funkcję jego przewodniczącej po tym jak dotychczas zajmujący to stanowisko Dienis Puszylin został głową państwa. Zakończyła pełnienie funkcji 20 listopada 2018.